# کمیته المپیک قبرس
کمیته المپیک قبرس (یونانی: Κυπριακή Ολυμπιακή Επιτροπή) یک سازمان ورزشی است که نماینده کشور قبرس در کمیته بین‌المللی المپیک می‌باشد.
این سازمان که در سال ۱۹۷۴ تأسیس شده مسئول آماده‌سازی و اعزام ورزشکاران به بازی‌های المپیک، بازی‌های المپیک جوانان و بازی‌های اروپایی است.